# Gara Vișeu de Jos
Gara Vișeu de Jos este o stație de cale ferată care deservește Vișeu de Jos, județul Maramureș, România. Situată pe Linia 409, linie secundară a Magistralei CFR 400, este una din cele două gări din comuna Vișeu de Jos, cealaltă fiind Gara Bocicoel.

## Istoric
Comuna Vișeu de Jos a fost legată la rețeaua de cale ferată în 1913, odată cu inaugurarea liniei de cale ferată Visóvölgy (Valea Vișeului) – Alsóvisó (Vișeu de Jos) – Borsa (Borșa). Pornind din localitatea Valea Vișeului (în maghiară "Visóvölgy"), din linia Máramarossziget (Sighetu Marmației) – Barnabás (Kostîlivka/Berlebaș) – Kőrösmező (Iasinia/Frasin) – Stanislau (Ivano-Frankivsk) pusă în funcțiune în 1895, a fost construită o cale ferată cu ecartamentul normal (1 435 mm) de-a lungul râului Vișeu prin Vișeu de Jos (în maghiară "Alsóvisó", în germană "Unterwischau") și Vișeu de Sus (în maghiară "Felsővisó", în germană "Oberwischau") către Borșa (în maghiară "Borsa", în germană "Borscha"). La sfârșitul Primului Război Mondial, partea de sud a comitatului Maramureș a devenit parte componentă a României, în timp ce partea de nord a ajuns pe teritoriul Cehoslovaciei. Frontiera a fost astfel trasată, încât traseul liniei Valea Vișeului – Borșa s-a aflat în întregime pe teritoriul României. Ca urmare a stabilirii acestor noi granițe, linia ferată Debrecen – Satu Mare – Korolevo – Sighetu Marmației a fost împărțită în patru părți: porțiunea de vest de la Debrecen până la Nyírábrány a rămas Ungariei, porțiunea de la Carei la Halmeu a trecut pe teritoriul României, tronsonul de la Diakovo (astăzi Nevetlenfolu) până după Teresva pe teritoriul cehoslovac și cel de după Teresva de la Câmpulung la Tisa la Sighetu Marmației din nou pe teritoriul României. De asemenea, linia ferată Sighetu Marmației – Ivano-Frankivsk a fost împărțită în trei părți: porțiunea de sud de la Sighetu Marmației până după Valea Vișeului a rămas României, porțiunea mediană de la Dilove la Frasin a trecut pe teritoriul cehoslovac și cea de nord de după Frasin la Ivano-Frankivsk pe teritoriul Poloniei. Astfel calea ferată din Județul Maramureș a fost ruptă de restul rețelei feroviare a României. În 1928 s-a încheiat un acord între Polonia, Cehoslovacia și România cu privire la modul de folosire a acestei linii, astfel legătura feroviară dintre Maramureș și restul țării se facea prin teritoriul cehoslovac. În perioada interbelică, guvernul României a intenționat construirea unei căi ferate care să lege nordul Transilvaniei de Maramureș, dar acest lucru nu a putut fi dus până la capăt. În 1940 a fost pusă în funcțiune o cale ferată cu ecartament îngust care pleca de la Telciu și se conecta cu căile ferate din Maramureș în apropiere de Moisei. Ca urmare a celor două dictate de la Viena din martie 1939 și august 1940 liniile ferate Sighetu Marmației – Ivano-Frankivsk, cu excepția porțiunii de nord care a trecut la Uniunea Sovietică iar după 1941 sub controlul autorităților militare germane de ocupație prin Direcția Căilor Ferate de Est Lemberg (în germană "Ostbahndirektion Lemberg"), subordonată Direcției Generale a Căilor Ferate de Est (în germană "Generaldirektion der Ostbahn" Gedob), Debrecen – Sighetu Marmației și Valea Vișeului – Borșa au trecut sub control maghiar pentru o perioadă de câțiva ani. După sfârșitul celui de-al Doilea Război Mondial, granițele din anul 1938 au fost restaurate parțial, însă Ucraina Carpatică nu a mai fost retrocedată Cehoslovaciei, ci a fost inclusă în Uniunea Sovietică. Căile Ferate Sovietice (în rusă "Советские железные дороги" Sovetskie Jeleznîe Doroghi SJD) au schimbat ecartamentul liniilor, porțiunea de cale ferată preluată fiind trecută de la ecartamentul standard (1 435 mm) la ecartamentul larg (1 520 mm). România a primit înapoi partea de sud a Maramureșului (Județul Maramureș interbelic), cu porțiunea de sud a liniei. Deoarece tronsonul de la vest de Sighetu Marmației al căii ferate Debrecen – Sighetu Marmației, în apropierea localității Câmpulung la Tisa, a trecut iarăși pe teritoriul unui stat străin, de această dată cel sovietic, s-a rupt legătura de la Borșa și Valea Vișeului prin Sighetu Marmației către Câmpulung la Tisa cu rețeaua feroviară a României. Din 1947 legătura Maramureșului cu restul țării pe calea feroviară a fost refăcută odată cu reluarea tranzitului prin teritoriul, de acum, sovietic. În 1949 a fost pusă în funcțiune linia Salva – Dealul Ștefăniței – Vișeu de Jos, care a conectat linia de cale ferată Valea Vișeului – Vișeu de Jos – Borșa deschisă în 1913 cu linia de cale ferată Beclean – Salva – Rodna Veche pusă în funcțiune în anul 1890, România a stabilit astfel o legătură a căilor ferate din Maramureș cu restul rețelei sale feroviare, fără a mai fi necesar tranzitarea teritoriului altei țări. Linia cu ecartament normal (1 435 mm) de la Telciu la Vișeu de Jos care a înlocuit linia cu ecartament îngust (760 mm) are 48 km, fiind necesară construirea a mai multor viaducte și a trei tuneluri, dintre care tunelul de sub Pasul Șetref între Munții Țibleș și Munții Rodnei are 2 388 m iar cel dintre Iza și Vișeu de Jos are 744 m. Tronsonul între Valea Vișeului – Sighetu Marmației – Câmpulung la Tisa a fost echipat cu patru șine, pentru a putea fi folosit atât de trenurile care circulă pe șine cu ecartament normal, cât și de cele care circulă pe șine cu ecartament larg și este considerat linie de peaj. După destrămarea Uniunii Sovietice în 1991, partea de nord a traseului a fost preluată de Căile Ferate Ucrainene (în ucraineană "Укрзалізниця" Ukrzaliznîția UZ) de la fosta companie feroviară sovietică SJD. Ambele puncte de trecere a frontierei, Valea Vișeului și Câmpulung la Tisa, sunt echipate numai cu șine cu ecartament larg.

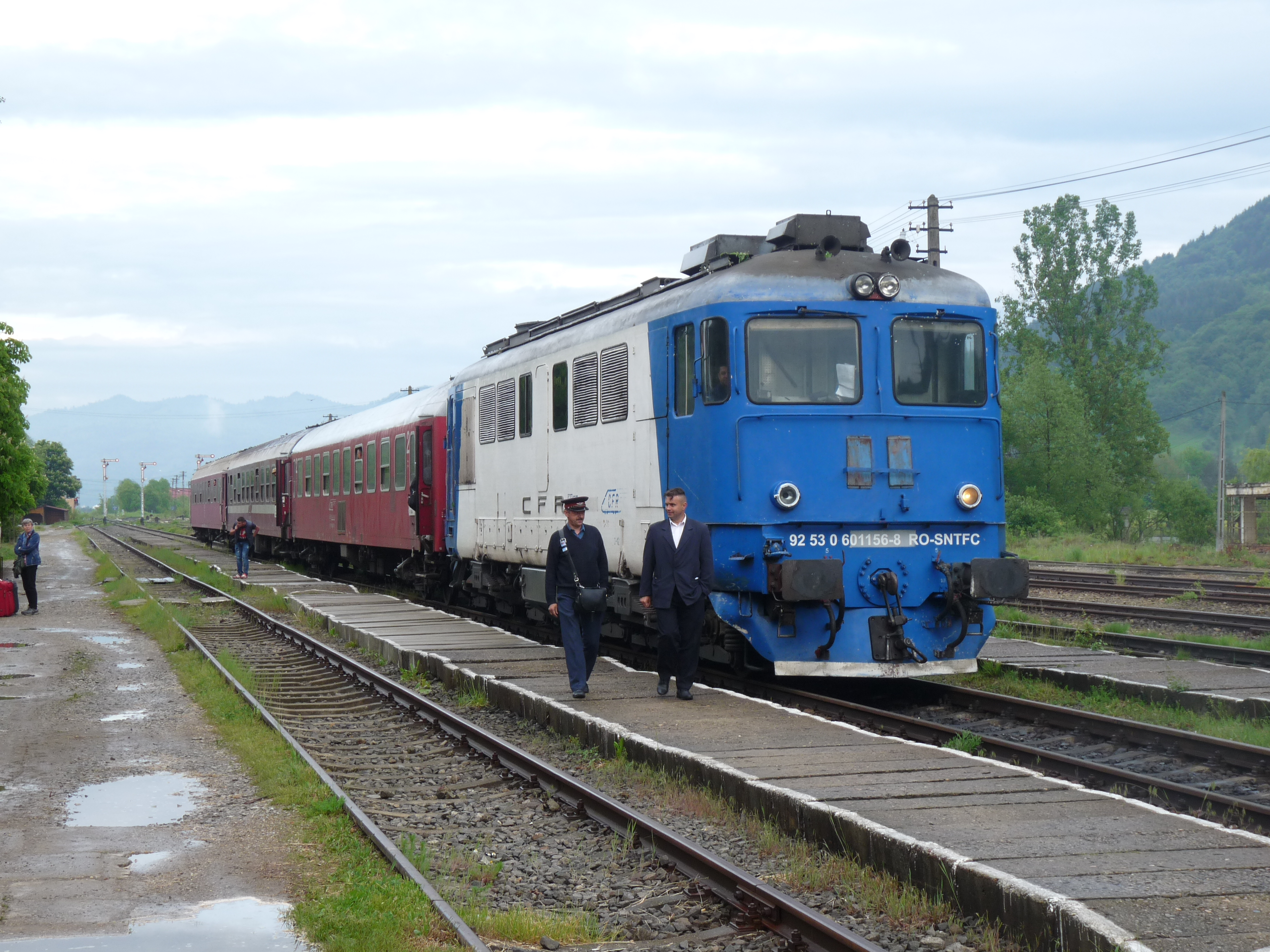
Tren de călători în stația Vișeu de Jos.
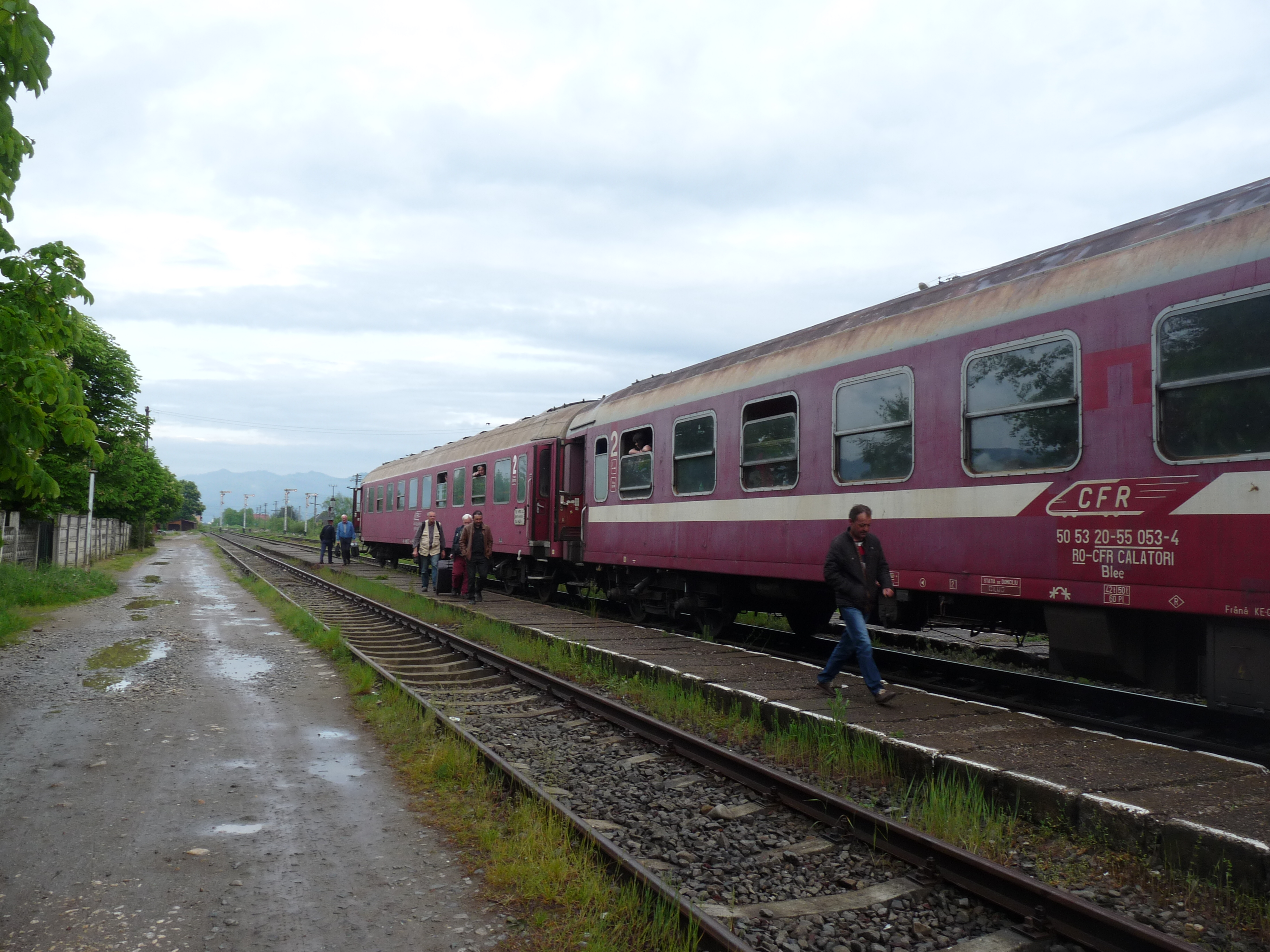
Tren de călători în stația Vișeu de Jos.
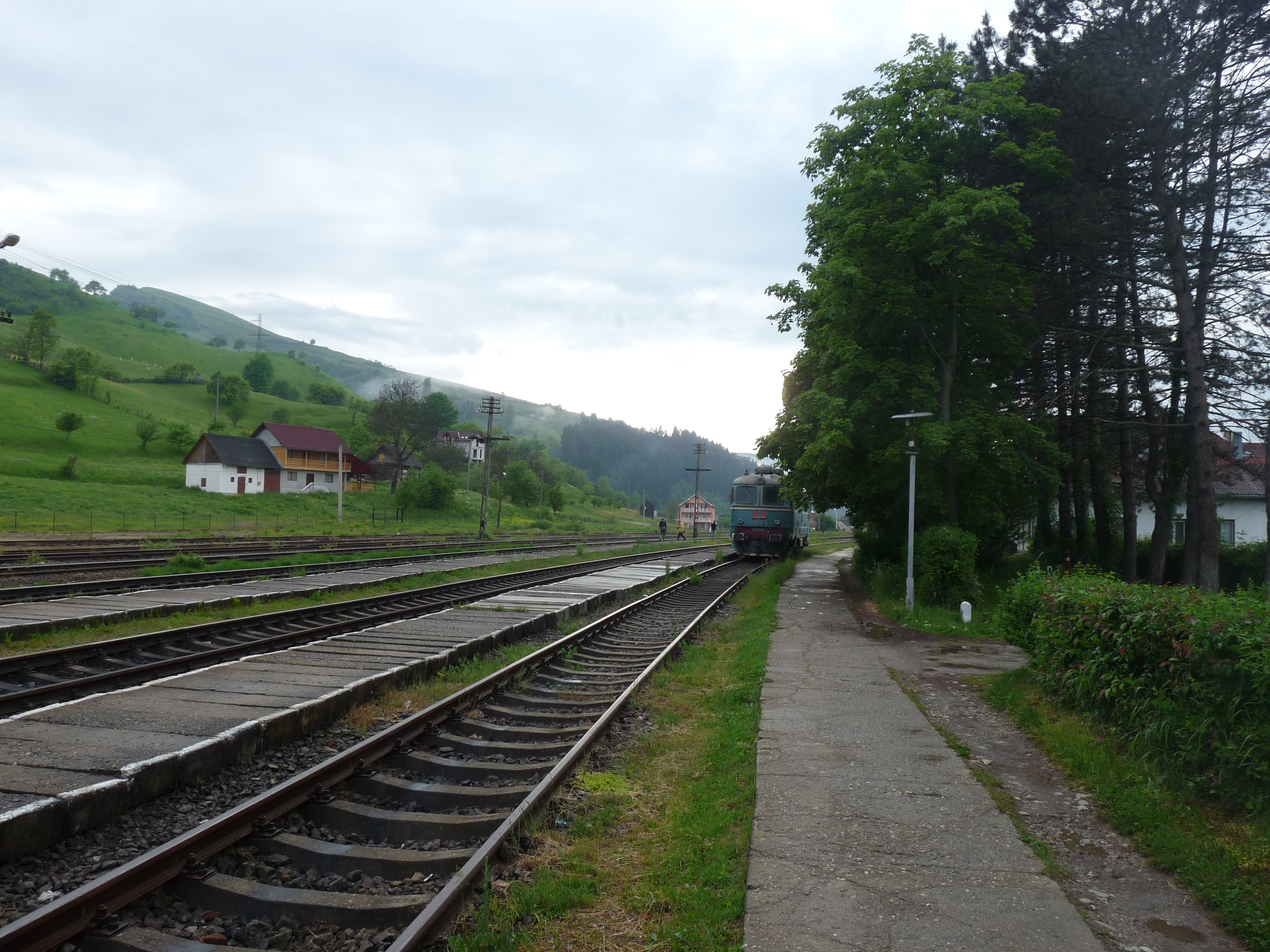
Locomotivă diesel-electrică în stația Vișeu de Jos.
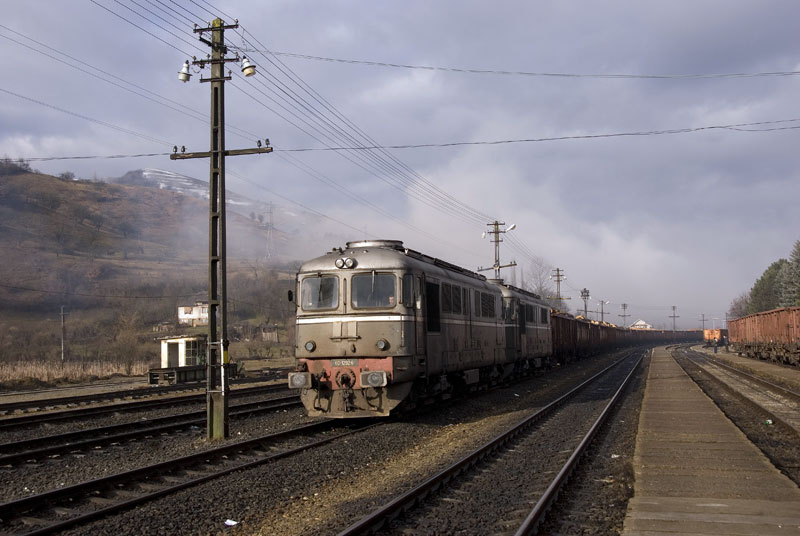
Tren marfar în stația Vișeu de Jos.
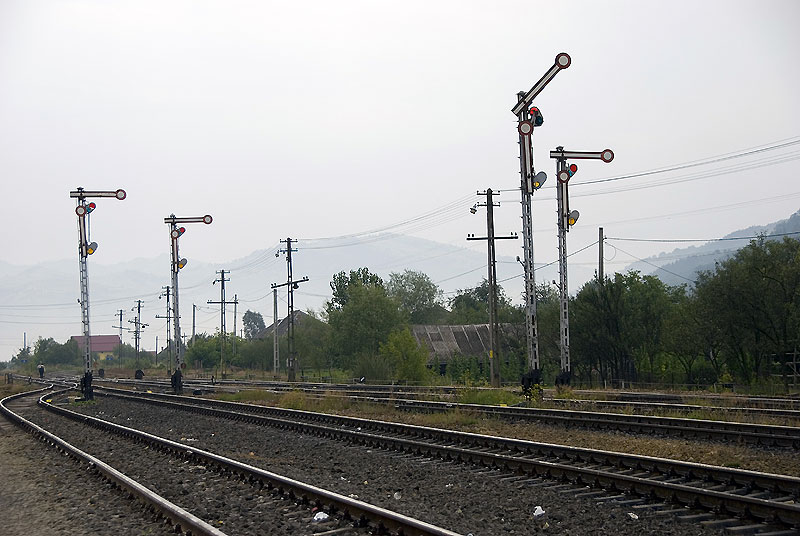
Semnale pentru dirijarea traficului feroviar în stația Vișeu de Jos.
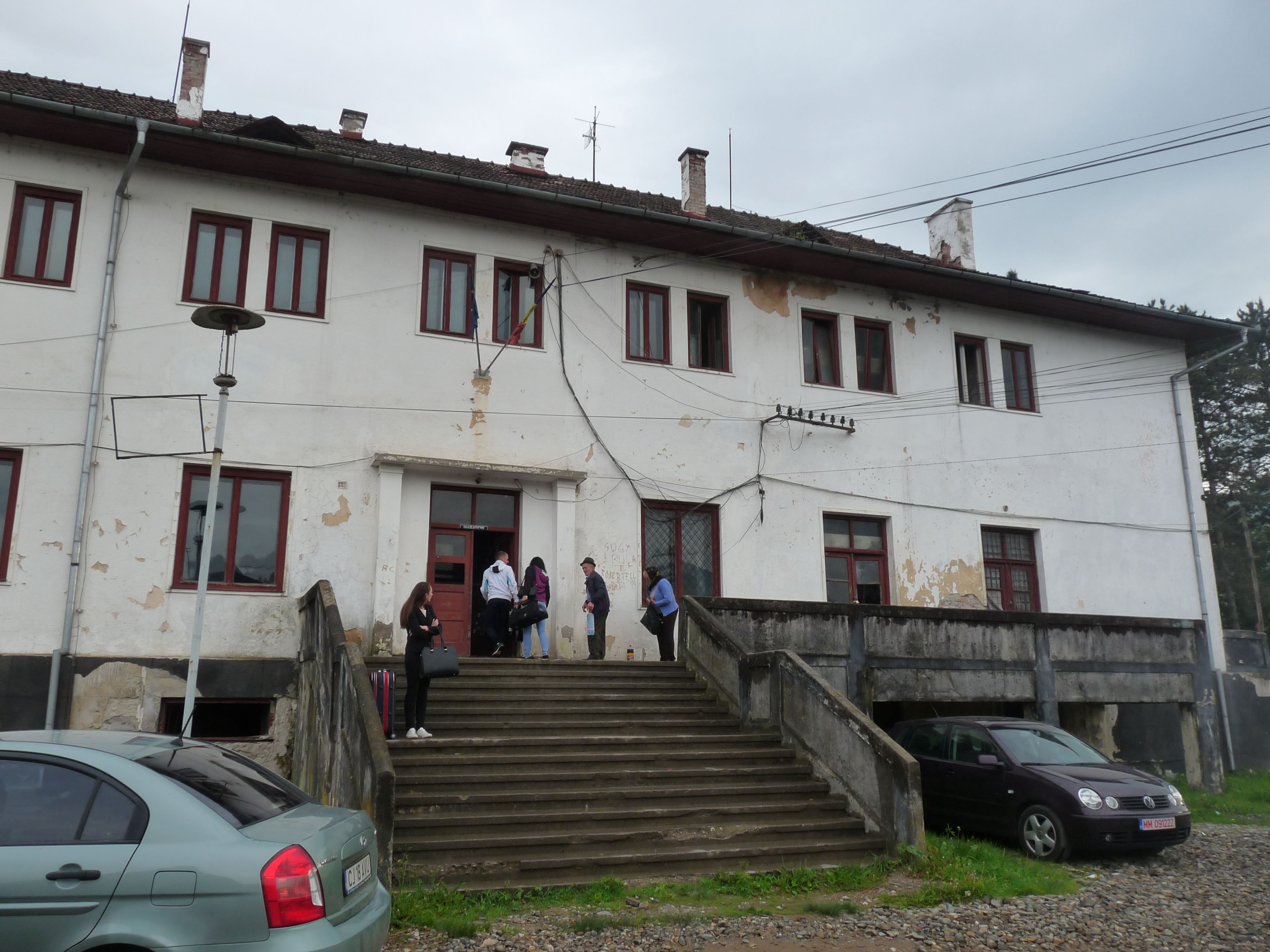
Intrarea în gara Vișeu de Jos dinspre stradă.

## Gara
Gara Vișeu de Jos este situată în satul Vișeu de Jos din comuna cu același nume, la 800 m de centrul comunei.
Stația Vișeu de Jos este amplasată pe Linia 409 Salva – Vișeu de Jos – Sighetu Marmației, la kilometrul 60+428 față de stația Salva, respectiv la kilometrul 57+880 față de stația Sighetu Marmației. Stația este dotată cu instalație de centralizare electromecanică CEM.
Stația Vișeu de Jos este un nod feroviar situat pe Linia 409 Salva – Vișeu de Jos – Sighetu Marmației. Secțiunea Vișeu de Jos – Borșa, a liniei de cale ferată Valea Vișeului – Vișeu de Jos – Borșa, este neinteroperabilă.
Stația Vișeu de Jos are șase linii, dintre care două sunt folosite pentru trenurile cu pasageri cât și pentru trenurile de marfă (Liniile 1, 2, 3 și 4), iar două linii sunt folosite pentru trenurile de marfă (Liniile 5 și 6). Cea mai scurtă linie are o lungime de 412 m iar cea mai lungă are 675 m.
Calea ferată asigură legătura comunei Vișeu de Jos pe linii adiacente Magistralei 400 spre Beclean pe Someș și Dej pentru transportul feroviar de călători și marfă. Prin gara Vișeu de Jos trec zilnic trenuri Regio (R) ale operatorului CFR Călători.

## Distanțe față de alte gări din România și Europa

### Distanțe față de alte gări din România
- Vișeu de Jos și Arad (via Cluj-Napoca și Teiuș) - 499 km
- Vișeu de Jos și Baia Mare (via Dej Călători și Beclean pe Someș) - 241 km
- Vișeu de Jos și Beclean pe Someș - 83 km
- Vișeu de Jos și București Nord (via Cluj-Napoca) - 580 km
- Vișeu de Jos și București Nord (via Deda) - 549 km
- Vișeu de Jos și Cluj-Napoca - 166 km
- Vișeu de Jos și Dej Călători - 121 km
- Vișeu de Jos și Episcopia Bihor (via Cluj-Napoca) - 325 km
- Vișeu de Jos și Jibou (via Dej Călători) - 183 km
- Vișeu de Jos și Oradea (via Cluj-Napoca) - 321 km
- Vișeu de Jos și Satu Mare (via Baia Mare) - 301 km
- Vișeu de Jos și Suceava (via Salva) - 298 km

### Distanțe față de alte gări din Europa
- Vișeu de Jos și  Železničná stanica Bratislava-Petržalka (via Arad, Keleti Budapesta și Hauptbahnhof Viena) - 1079 km
- Vișeu de Jos și  Keleti Budapesta (via Arad) - 752 km
- Vișeu de Jos și  Keleti Budapesta (via Oradea) - 575 km
- Vișeu de Jos și  Keleti Budapesta (via Valea lui Mihai) - 629 km
- Vișeu de Jos și  Chișinău (via Suceava și Iași) - 544 km
- Vișeu de Jos și  Kiev Pasajirski (via Suceava) - 1078 km
- Vișeu de Jos și  Kiev Pasajirski (via Teresva, Korolevo, Mukacevo, Batovo, Strîi, Liov, Rivne și Sarnî) - 1042 km
- Vișeu de Jos și  Kiev Pasajirski (via Valea Vișeului, Rahiv, Ivano-Frankivsk, Liov, Rivne și Sarnî) - 934 km
- Vișeu de Jos și  Praha hlavní nádraží (via Arad, Keleti Budapesta, Hauptbahnhof Viena și Brno hlavní nádraží) - 1425 km
- Vișeu de Jos și  Hauptbahnhof Viena (via Arad) - 1014 km
- Vișeu de Jos și  Hauptbahnhof Viena (via Oradea) - 829 km
- Vișeu de Jos și  Hauptbahnhof Viena (via Valea lui Mihai) - 883 km